# Begonia bracteata
Espèce
Synonymes
- Begonia bracteata var. gedehana A.DC.[1]
- Diploclinium bracteatum (Jack) Miq.[1]

Begonia bracteata est une espèce de plantes de la famille des Begoniaceae.
L'espèce fait partie de la section Bracteibegonia.
Elle a été décrite en 1822 par William Jack (1795-1822).

## Répartition géographique
Cette espèce est originaire du pays suivant : Indonésie.

## Liste des variétés
Selon Tropicos (6 février 2017) (Attention liste brute contenant possiblement des synonymes) :
- variété Begonia bracteata var. bracteata
- variété Begonia bracteata var. gedeana DC.
- variété Begonia bracteata var. gedehana A. DC.